# Motorno jadralno letalo
Motorno jadralno letalo (ang. motor glider, nem. motorsegler) je jadralno letalo, ki ima nameščen manjši motor (največkrat bencinski, lahko tudi električni) in propeler. Motor omogoča samostojen vzlet - ni potrebno vlečno letalo. Sicer obstajajo tudi šibkejši motorji - vzdrževalniki leta, ki ne omogočajo samostojnega vzleta in se uporabljajo samo v letu. Motor se lahko uporablja tudi v letu, ko niso dobri pogoji za jadranje ali pa, da se poveča dolet. Po pravilih JAA/EASA je za motorna jadralna letala največja dovoljena vzletna teža 750 kg.
Obstaja več kategorij: 
- Motor in propeler se uvlačita v trup, primer. Pipistrel Taurus in nekatere verzije DG Flugzeugbau DG-808. Ko je motor spravljen v trupu, ni praktično nobene vizualne razlike od navadnih jadralnih letal in tudi jadralne sposobnosti so skoraj enake. Rezervoarji za gorivo so sorazmerno majhni. Pri verzijah z baterijami, ki proizvajajo energijo za električni motor, je še bolj omejen čas delovanja. Ta način je primarno namenjen samostojnemu vzletu in potem jadranju brez moči motorja.

- Druga kategorija so potovalni motorni jadralniki ("touring motor gliders") pri katerih je motor fiksno nameščen. Propeler se sicer da nastaviti na "nož", tako da se propeler ne vrti, ko letalo jadra. Po izgledu so podobni ultralahkih letalom, le razpon kril je večji. Ta letala imajo slabše jadralne sposobnosti kot letala z uvlačljivim motorjem. Imajo pa večje rezervoarje za gorivo in tako lahko letijo več ur z močjo motorja.

- Vzdrževalnik leta (sustainer) imajo po navadi šibkejši motor z močjo 18–30 KM (14–22 kW), ki ne omogoča samostojnega vzleta in se uporablja samo v letu. Vzdrževalni motor je po navadi uvlačljiv in nima zaganjalnik, motor se zažene s pomočjo propelerja, ki se začne vrteti zaradi premikanja zraka skozi krake

Motorna jadralna letala imajo več prednosti:
- ni potrebno vlečno letalo, kar precej zmanjša stroške in ni potreben pilot motornega letala, je pa nakupna cena motornih jadralnih letal dražja od navadnih
- omogočajo jadranje tudi v slabši termiki in povečajo dolet
- povečajo varnost, npr. če jadralnem letalu zmanjka višine ni potreben zasilni pristanek, pilot enostavno zažene motor

Obstajajo tudi jadralna letala, ki imajo en ali dva majhna reaktivna motorja za pogon. Reaktivni motorji so majhni in lažji, vendar pa hitro porabijo gorivo. 